# Дом Теппера де Фергюсона
Дом Теппера де Фергюсона — историческое здание в Пушкине. Построено в 1790-е гг. Объект культурного наследия федерального значения. Расположено на Средней улице, дом 4, на углу с Церковной улицей.

## История

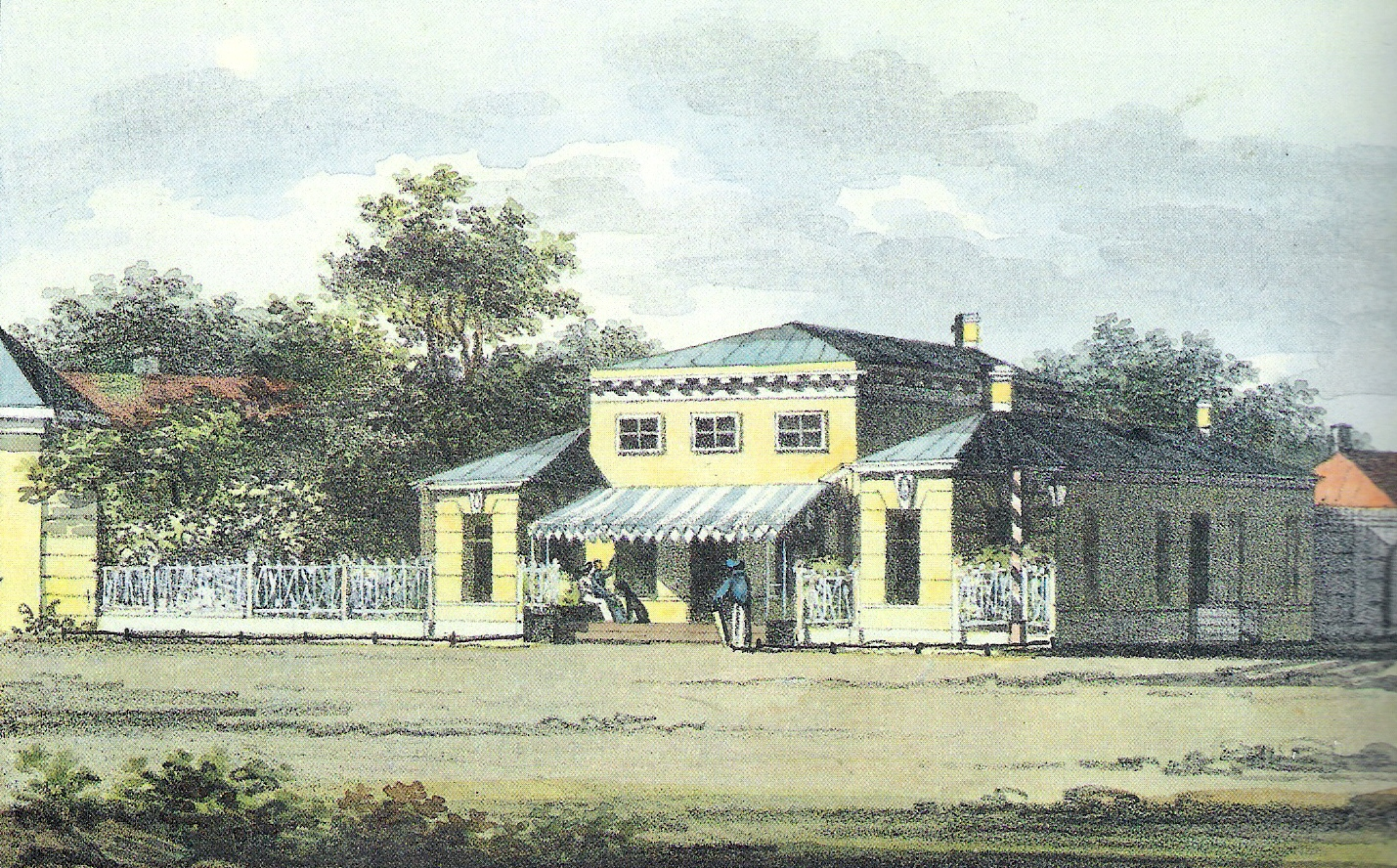
Литография, по которой проходила реставрация здания после войны

Точные даты постройки и архитектор неизвестны. Дом впервые появляется на плане слободы от 1797 года. На основании сходства с другим домом, соседним с усадьбой Кваренги, есть версия о том, что архитектором был П. В. Неелов. Существует также версия о том, что дом первоначально предназначался для князя П. М. Волконского. В 1810-е гг. в соответствии с «Планом урегулирования Царского Села» выступы фасада, выходившие за красную линию, со стороны Церковной улицы были срезаны. Дом известен главным образом тем, что в нём проживал Л. В. Теппер де Фергюсон, преподаватель музыки в Царскосельском лицее. Позднее особняком владел историк И. П. Липранди. В начале XX века в доме жил композитор С. И. Танеев. Позднее дом под дачу снимала его родственница, фрейлина А. А. Вырубова. В доме бывали члены императорской семьи, а также Григорий Распутин. После Октябрьской революции дом был предоставлен певцу И. В. Ершову. Тот долго жил в нём, но в результате передал его под общежитие консерватории.
Дом сильно пострадал во время Великой Отечественной войны. Отреставрирован в 1955 году по литографии В. П. Лангера от 1820 года. После этого в нём разместили детскую районную библиотеку, а с 1969 по 2013 год в нём располагался ЗАГС Пушкинского района. С 2013 года дом передан камерному хору «Петербургские серенады», в нём оборудован одноимённый концертный зал.

## Архитектура
Дом построен в стиле классицизма. В приподнятой центральной части находится зал, по бокам от которого — кабинеты. Им соответствуют трёхгранные выступы на главном фасаде. По фасадам дома тянется дорический антаблемент. Большой интерес представляли богатые интерьеры, особенно плафон музыкального зала, но они были уничтожены в войну и восстановлены лишь приблизительно.